# 玉陵の碑文

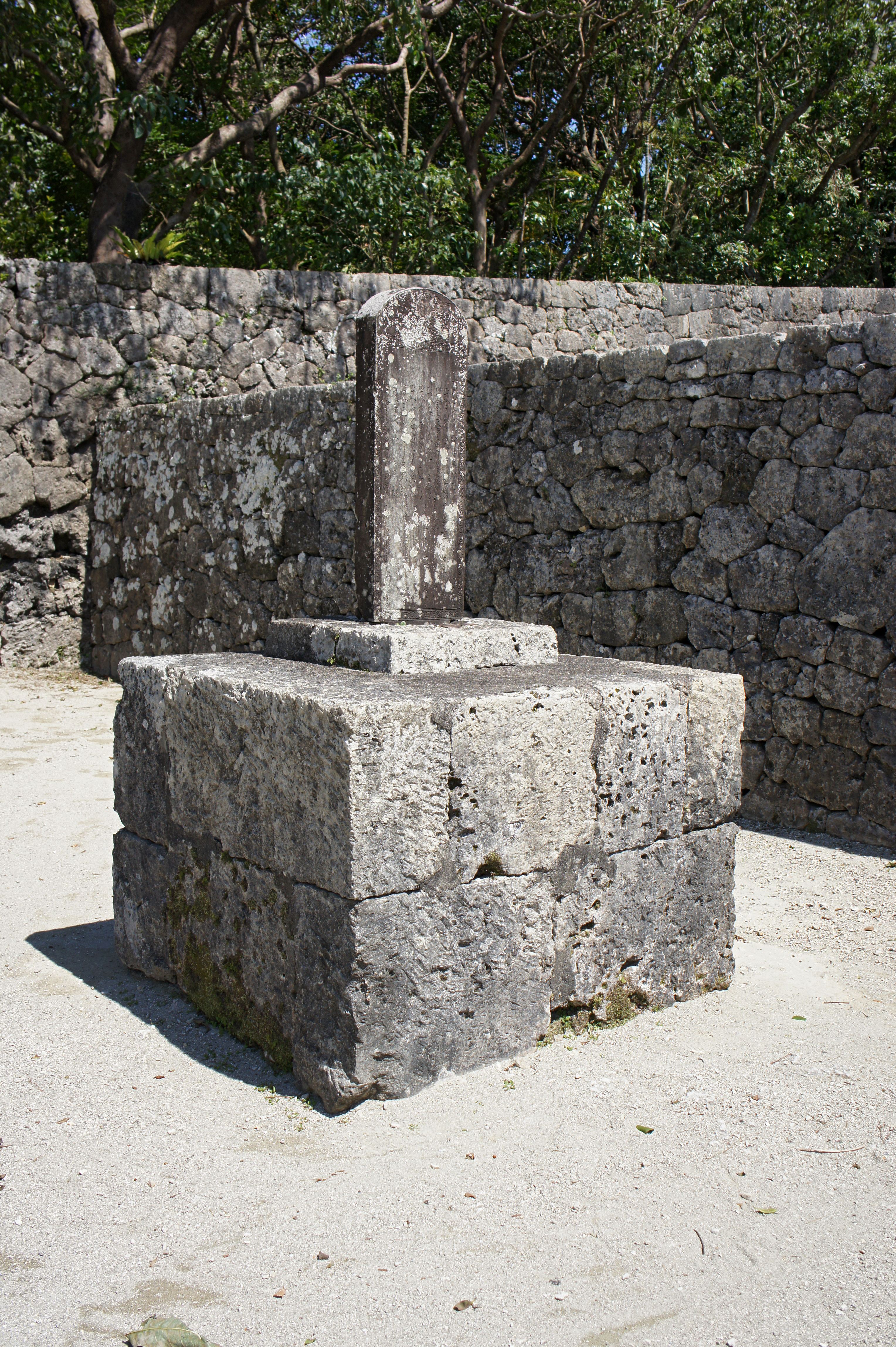
玉陵碑

玉陵の碑文（たまうどぅんのひのもん）は、第二尚氏第三代琉球国王・尚真王が創建した王家陵墓・玉陵の外庭にある石碑に刻まれた文。陵墓の被葬者の資格を、仮名書きで記したものである。
碑文によると、石碑は大明弘治十四年九月大吉日（1501年）に建てられた。沖縄に現存する石碑では、二番目に古い仮名書きで記されている。碑文の内容は、玉陵に埋葬されるべき被葬者の資格について述べたものであり、全文は以下の通りである。
9名の被葬資格のある者を書き付けているが、この碑文の本当の意図は、尚真王の長男・尚維衡、浦添王子朝満が葬られるのを排除することを目的にしているとされる。朝満は尚真王の長男で世子であったが廃嫡され、王位に就くことができなかった。この碑文は、尚真王の母である世添御殿の意向を汲んで刻まれたとも言われている。王位継承を巡っての一族内の争いがあったことを示唆している。尚真王の後、尚清王が即位すると、書き付けに反して、朝満を玉陵に移葬した。

## 関連事項
- 玉陵

座標: 北緯26度13分5.96秒 東経127度42分53.51秒 / 北緯26.2183222度 東経127.7148639度